# متحف النعاثل
متحف النعاثل أو متحف البيت الأحسائي، أحد متاحف المنطقة الشرقية شرق المملكة العربية السعودية، يقع المتحف في محافظة الأحساء. وهو أحد المتاحف الخمسة عشر في الأحساء التي حصلت على الترخيص من قبل الهيئة العامة للسياحة والتراث الوطني.

## الترخيص
تمنح الهيئة العامة للسياحة والتراث الوطني تراخيص لأصحاب المتاحف الخاصة لممارسة مهامهم تحت مظلتها بالإضافة إلى تقديم المساعدة الفنية والإدارية. ومتحف النعاثل تحصَل على ترخيص رقم 510 ابتداءً من 30 نوفمبر 2016.

## التأسيس
أسسه سليمان بن محمد عبد الله الماجد، أستاذ في كلية الشريعة بالأحساء

## الموقع
يقع المتحف بحي المزروع بمدينة الهفوف غير بعيد عن جامعة الملك فيصل

## وصف
يشغل المتحف مساحة قدرها 180 متر مربع مقسمة على 5 أجزاء عبارة عن ملاحق في الفناء الخارجي لفيلا صاحب المتحف شرق الهفوف بالأحساء وقد حول الجزء الأكبر من منزله إلى متحف يحتوي العديد من القطع والأدوات النادرة.

## المحتويات
يحتوي المتحف على مجموعة كبيرة من القطع التراثية تشمل أواني القهوة والضيافة العربية التي تشمل الدلال والمحاميس لحمس القهوة وكذلك طواحين القهوة، كما تشمل تلك المجموعة الرحي الحجرية التي تستخدم في جرش الحبوب وكذلك المراوح الخوصية والمكاييل الخشبية والأدوات الزراعية وبعض أدوات الإضاءة، وأيضا العملات والنقود والمخطوطات والخرائط والصور القديمة، كما تضم أيضا مكائن الخياطة.
وقد تم عرض مقتنيات ذلك المتحف داخل تلك الغرف وفي الممرات التي بينها وذلك بأسلوب عرض منسق إلا أن كثرة المقتنيات الأثرية والتراثية في ذلك المتحف أثرت بتزاحمها على أسلوب العرض، حيث أستخم أسلوب التعليق على الحائط أو من خلال فاترينات زجاجية أو من خلال عرضها على أرفف.

## نشاطات
يعقد المتحف عدة نشاطات داخل وخارج المتحف منها:
- عقد جلسات تشاورية لتبادل الخبرات والتجارب مع أصحاب المتاحف الخاصة المرخصة بمحافظة الأحساء.[7]
- المشاركة في الدوارات التدريبية الشهرية.
- عقد اللقاءات الشهرية.[8]
- المشاركة في ملتقى المتاحف الخاصة الرابع الذي أقيم في 2017 بالقصيم

## وصلات خارجية
- متحف النعاثل
- متحف النعاثل
- لقاء شهري للمتاحف الخاصة في الأحساء